# Ecnomina thinotes
Ecnomina thinotes là một loài Trichoptera trong họ Ecnomidae. Chúng phân bố ở miền Australasia.